# Do It Like That (투모로우바이투게더와 조나스 브라더스의 노래)
"Do It Like That"은 대한민국의 보이 밴드 투모로우바이투게더와 미국의 팝 록 밴드 조나스 브라더스의 노래이다. 2023년 7월 7일, 보이 밴드의 다섯 번째 정규 음반인 이름의 장: FREEFALL의 리드 싱글로 빅히트 뮤직과 리퍼블릭 레코드를 통해 발매되었다. 라이언 테더와 그랜트 부탱이 프로듀싱했으며, 두 사람은 콜턴 루빈과 함께 작사했다. 보컬은 투모로우바이투게더의 모든 멤버(연준, 범규, 태현, 휴닝카이, 수빈)가 맡았고, 조나스 브라더스에서는 닉과 조 조너스가 노래하며, 케빈은 기타를 연주한다. 2023년 7월 9일 노래의 저지 클럽 리믹스가 발매되었다. "Do It Like That"은 고조되는 멜로디와 강한 베이스 라인을 포함하는 팝 노래이다.

## 배경 및 홍보
투모로우바이투게더와 조나스 브라더스는 2023년 6월 21일 노래를 처음으로 공개했으며, 투모로우바이투게더가 미국 투어 중 만난 라이언 테더가 노래의 프로듀서로 알려졌다. 보도자료에서는 이 곡을 "궁극의 여름 찬가"라고 설명했다. 또 다른 보도자료에서 투모로우바이투게더 관계자는 "이번 최상위 협업은 투모로우바이투게더가 월드 투어의 일환으로 미국을 방문했을 때 이루어졌다"며 "데모 트랙 'Do It Like That'을 들은 후 밴드 멤버들은 이 곡이 여름에 발매되기를 간절히 바랐고, 조나스 브라더스는 주저 없이 보이 밴드와 협업에 참여했다"고 덧붙였다. 초기 발표 직후 콘셉트 사진이 공개되었다. 이 노래의 공식 뮤직 비디오 티저는 2023년 7월 5일에 공개되었다.

## 뮤직 비디오
권용수가 감독한 "Do It Like That"의 공식 뮤직 비디오는 2023년 7월 7일 노래와 함께 공개되었다. 영상에서는 닉, 조, 케빈 조나스가 노래하고 춤을 추며, 닉과 케빈은 악기를 연주하다가 연준, 범규, 태현, 휴닝카이, 수빈이 합류한다. 이 비디오는 두 밴드의 멤버들이 흰색 배경에서 화려한 의상을 입고 함께 춤을 추는 모습을 보여준다.

## 수상
| 연도 | 단체                   | 수상               | 결과 | Ref.   |
| ---- | ---------------------- | ------------------ | ---- | ------ |
| 2023 | 더 팩트 뮤직 어워즈    | 베스트 뮤직 (가을) | 후보 | [ 12 ] |
| 2023 | MTV 비디오 뮤직 어워드 | 서머송             | 후보 | [ 13 ] |

## 곡 목록
디지털 다운로드 및 스트리밍
1. "Do It Like That" – 2:25

디지털 다운로드 및 스트리밍 (저지 클럽 리믹스)
1. "Do It Like That" (Jersey Club Remix) – 2:25

디지털 다운로드 및 스트리밍 (팝 R&B 리믹스)
1. "Do It Like That" (Pop R&B Remix) – 2:34

디지털 다운로드 및 스트리밍 (앨런 워커 리믹스)
1. "Do It Like That" (Alan Walker Remix) – 2:19

디지털 다운로드 및 스트리밍 (잭스 존스 리믹스)
1. "Do It Like That" (Jax Jones Remix) – 4:55

## 참여 인원
크레딧은 타이달에서 발췌했다.
- 투모로우바이투게더
  - 연준 – 보컬
  - 범규 – 보컬
  - 태현 – 보컬
  - 휴닝카이 – 보컬
  - 수빈 – 보컬
- 조나스 브라더스
  - 닉 조너스 – 보컬
  - 조 조너스 – 보컬
  - 케빈 조너스 – 기타
- 라이언 테더 – 프로덕션, 작곡, 기타, 베이스, 백 보컬, 녹음, 사운드 편집, 보컬 편곡
- 그랜트 부탱 – 프로덕션, 작곡, 키보드, 드럼, 프로그래밍
- 콜턴 루빈 – 작곡
- 세르반 게네아 – 믹싱
- 브라이스 보든 – 믹싱 어시스턴트
- 크리스 게링거 – 마스터링
- 슬로우 래빗 – 녹음, 사운드 편집, 보컬 편곡
- 리처드 리치 3세 – 녹음, 사운드 편집
- 자크 소여 코피 – 녹음
- 스테판 존슨 – 보컬 편곡

## 차트
| 차트 (2023)                        | 최고 순위 |
| ---------------------------------- | --------- |
| 캐나다 디지털 송 세일즈 (빌보드)   | 13        |
| 빌보드 글로벌 200 (《빌보드》)     | 88        |
| 일본 다운로드 송 (빌보드 재팬)     | 20        |
| 일본 디지털 싱글 (오리콘)          | 28        |
| 뉴질랜드 핫 싱글 (RMNZ)            | 9         |
| 싱가포르 지역 (RIAS)               | 20        |
| 대한민국 (써클)                    | 136       |
| 영국 다운로드 (오피셜 차트 컴퍼니) | 14        |
| 영국 싱글 세일즈 (OCC)             | 15        |
| 미국 핫 디지털 송 (《빌보드》)     | 3         |

## 발매 역사
| 지역      | 날짜           | 형식                   | 레이블                 | Ref    |
| --------- | -------------- | ---------------------- | ---------------------- | ------ |
| 여러 지역 | 2023년 7월 7일 | 음악 다운로드 스트리밍 | 빅히트 리퍼블릭 레코드 |        |
| 미국      | 2023년 8월 4일 | CD 싱글                | 리퍼블릭               | [ 30 ] |